# Лехнер, Андрей Андреевич
Андрей Андреевич Лехнер (1785—1869) — инженер-генерал русской императорской армии, командир Дунайского инженерного округа, измаильский военный губернатор (1853).

## Биография
Лехнер родился в 1785 году. Начальное образование получил в частном учебном заведении и в 1803 году вступил юнкером в Инженерный корпус.
Произведённый в 1805 году в подпоручики он в кампании того же года в Австрии сражался при Аустерлице. В 1808—1809 годах Лехнер принимал участие в войне со шведами и отличился при осаде Свеаборга.
21 декабря 1810 года Лехнер, состоявший при инженер-генерале П. К. Сухтелене в качестве адъютанта, был произведён из инженер-капитанов в майоры, а уже 9 февраля 1811 года — в подполковники. В 1812 году сражался с французами при их изгнании из пределов России и затем был в Заграничном походе. Особенную храбрость он проявил в сражении при Денневице и в битве под Лейпцигом; здесь он узнав, что его корпус не будет принимать участия в сражении, выпросил себе позволение сражаться волонтёром и с небольшим отрядом, под сильным огнём неприятеля, взял главные ворота города. За такое самоотверженное проявление храбрости Лехнер был произведён в полковники и 10 декабря 1813 года награждён орденом св. Георгия 4-й степени (№ 2753 по кавалерскому списку Григоровича — Степанова).
19 февраля 1820 года Лехнер был произведён в генерал-майоры и в следующем году назначен управляющим Дунайским инженерным округом (затем переименован в командиры этого округа).
В кампанию 1828 года против турок он устроил переправу войск через Дунай и в следующем году был назначен начальником инженеров 2-й действующей армии. В этой кампании он принимал деятельное участие в осаде Силистрии, битве при Кулевчи, взятии Сливно и Адрианополя, был командиром крепостей на Дунае и Чёрном море.
По окончании войны Лехнер вернулся на должность командира Дунайского инженерного округа и занимал этот пост свыше двадцати лет; 6 декабря 1837 года произведён в генерал-лейтенанты.
С открытием в 1853 году военных действий против Турции Лехнер первоначально оставался в прежней должности командира Дунайского инженерного округа, а после высадки англо-французских войск в Крыму был назначен военным губернатором Измаила, 27 марта 1855 года произведён в инженер-генералы; в начале 1856 года являлся также заведующим Измаильской и Килийской крепостями и войсками, расположенными по течению Дуная.
После окончания войны в 1856 году Лехнер был назначен состоять по Инженерному корпусу и был уволен в заграничный отпуск, впредь до выздоровления от болезни; в 1865 году отпраздновал шестидесятилетие своей службы в офицерских чинах.
28 апреля 1869 года Лехнер умер в Лозанне (Швейцария), где проводил последние годы своей жизни.
Лехнер известен рядом технических усовершенствований в военно-инженерном и артиллерийском деле, в частности он считается изобратеталем ударных трубок к снарядам.

## Семья

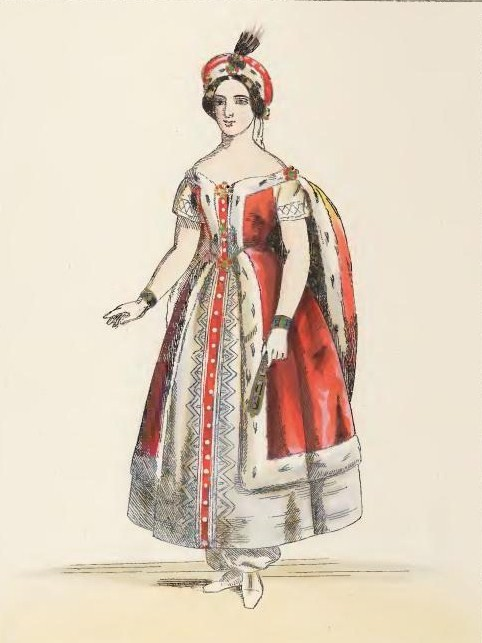
Польский костюм баронессы Бруннов на одном из маскардов королевы Виктории (1842)

Будучи в чине полковника, Лехнер женился в Стокгольме на бедной шведке, Шарлотте Брюс (1801—1874), будто бы происходившей из благородного шотландского рода. Брак этот состоялся благодаря участию графа Сухтелена,  любителя хорошеньких девушек, женившего своего адъютанта на этой Брюс. В Петербурге, по словам К. Булгакова, она «много делала шуму свой красотой и подлинно была прекрасна». Все пленились её личиком, фигуркой и особенно танцами. Во второй половине 1820-х годов в Одессе молодой дипломат Филипп Брунов вступил в связь с хорошенькой женой  генерала Лехнера. «Лехнер узнал о связи, развёлся с женой и, угрожая дуэлью, заставил Брунова жениться на ней. Но сам Брунов был не ревнив; он охотно оставлял жену наедине со своим шефом, тогдашним одесским градоначальником графом Ф. П. Паленом». Впрочем, Бруновы жили весьма счастливо, и за заслуги второго мужа Шарлотта Адамовна был пожалована в кавалерственные дамы ордена Св. Екатерины (малого креста) (09.06.1869).
Дочь Ольга Андреевна (1825—27.08.1850) воспитывалась в доме отчима барона Бруннова, вместе с матерью была популярной фигурой в английском высшем обществе; скончалась в Лондоне от скарлатины.

## Награды
Лехнер имел знак отличия за L лет беспорочной службы (1856 год) и был награждён многими русскими и иностранными орденами, в их числе:
- Орден Святой Анны 3-й (с 1815 года - 4-я) степени (1808 год)
- Орден Святого Владимира 4-й степени с бантом (1809 год)
- Орден Святого Георгия 4-й степени (1813 год)
- Орден Святого Владимира 3-й степени
- Орден Святого Владимира 2-й степени (1828 год)
- Орден Святой Анны 1-й степени (1829 год)
- Орден Белого орла (1844 год)
- Орден Святого Александра Невского (19 июля 1855 года)

Иностранные:
- Шведский орден Меча (1813 год)
- Прусский орден Pour le Mérite (1814 год; корона к этому ордену пожалована в 1861 году)